# Seleção de Críquete das Índias Ocidentais
A seleçao de críquete do Caribe, também conhecida coloquialmente como a seleção das Índias Ocidentais ou apenas Windies, é um time de críquete multi-nacional que representa uma confederação desportiva de 15 países que ficam na região do Mar do Caribe e que falam majoritariamente o inglês. Alguns desses países ainda são administrados pelo Reino Unido.
A partir de meados dos anos 1970 ao início dos anos 1990, a equipe de West Indies foi um dos mais fortes times de críquete do mundo. Graças ao grande número de jogadores de críquete muito talentosos como Sir Garfield Sobers, Lance Gibbs, Gordon Greenidge, George Headley, Clive Lloyd, Malcolm Marshall, Andy Roberts e Everton Weekes, a seleção do Caribe conseguiu chegar ao Hall da fama da ICC. Aliás um dos jogadores de críquete mais famosos do mundo é o trinitino Sir Brian Lara. Prova do grande desempenho que a seleção das Índias Ocidentais vem tendo são as estatísticas. De 19 de junho de 2009 a 20 de março de 2010, a equipe do Caribe jogou 457 partidas teste, ganhando 33,26% dos jogos fora de casa, e ganhando 45% dos jogos como mandante.
A seleção do caribe ganhou a Copa do mundo de críquete por duas vezes (1975 e 1979), o ICC Champions Trophy uma vez (2004), foi vice-campeã na Copa do Mundo Sub 19 (2004) e foi finalista no semi Twenty20 ICC World em 2009.

## História

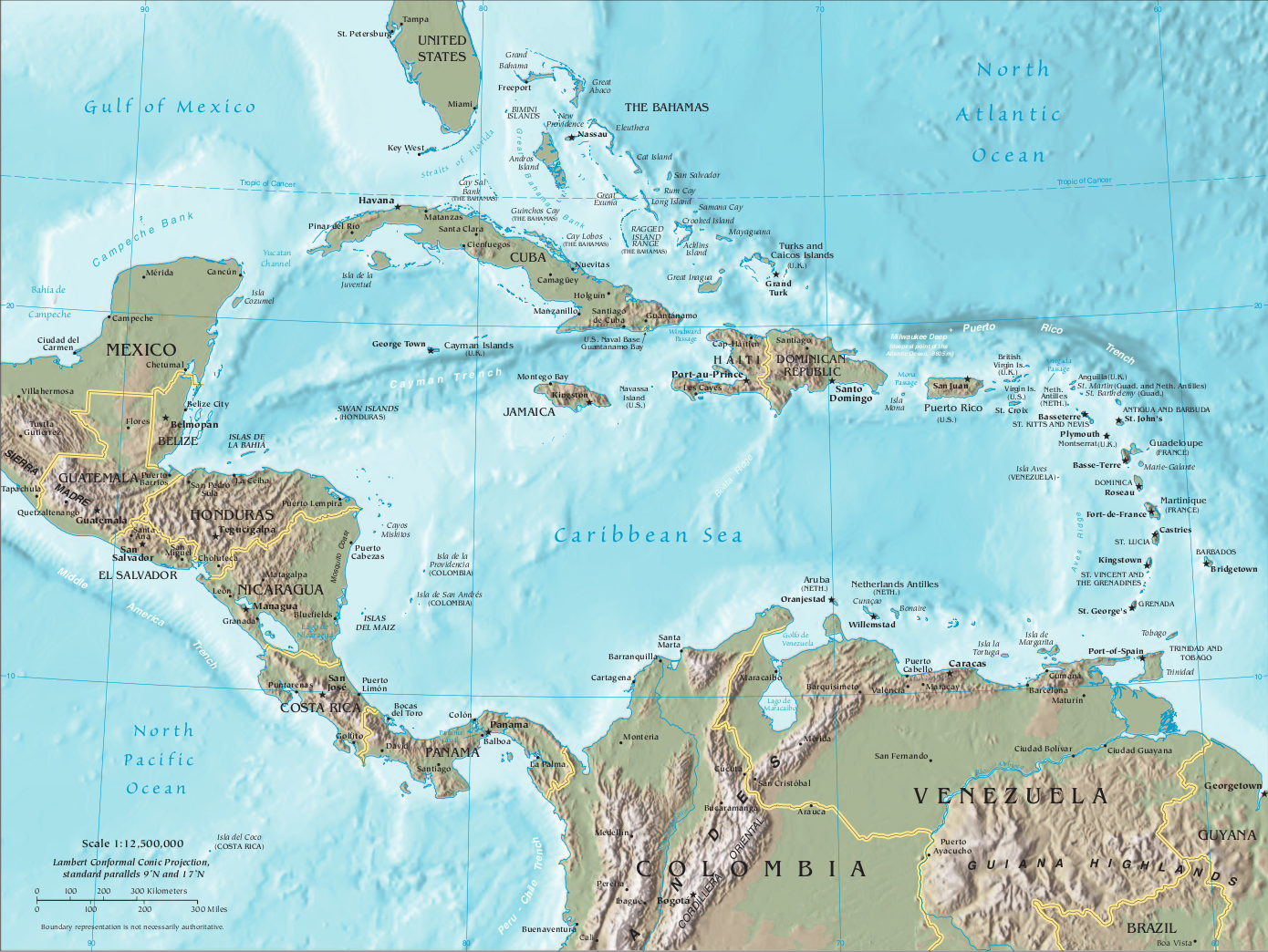
A região das Índias Ocidentais no Caribe.

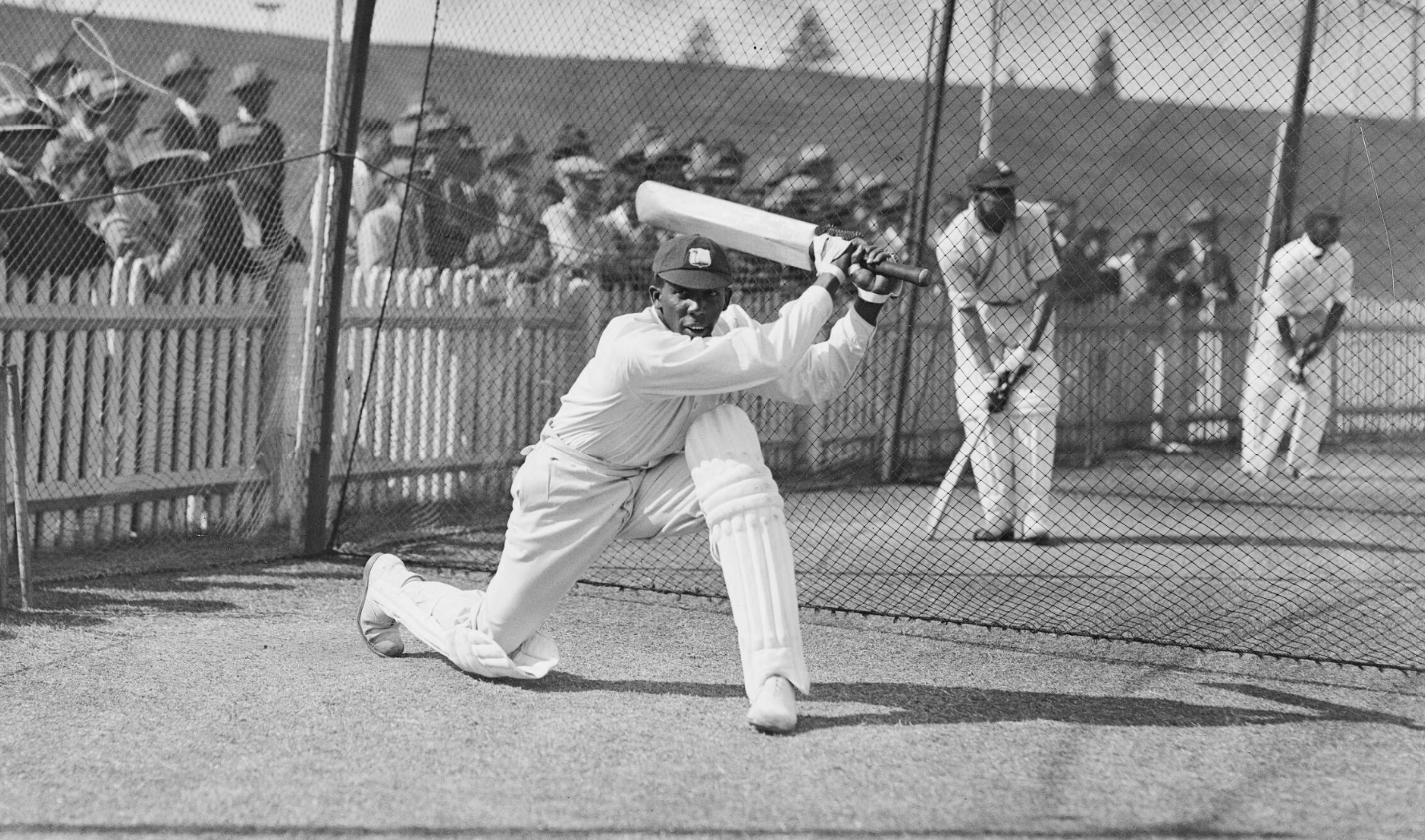
Learie Constantine em 1930.

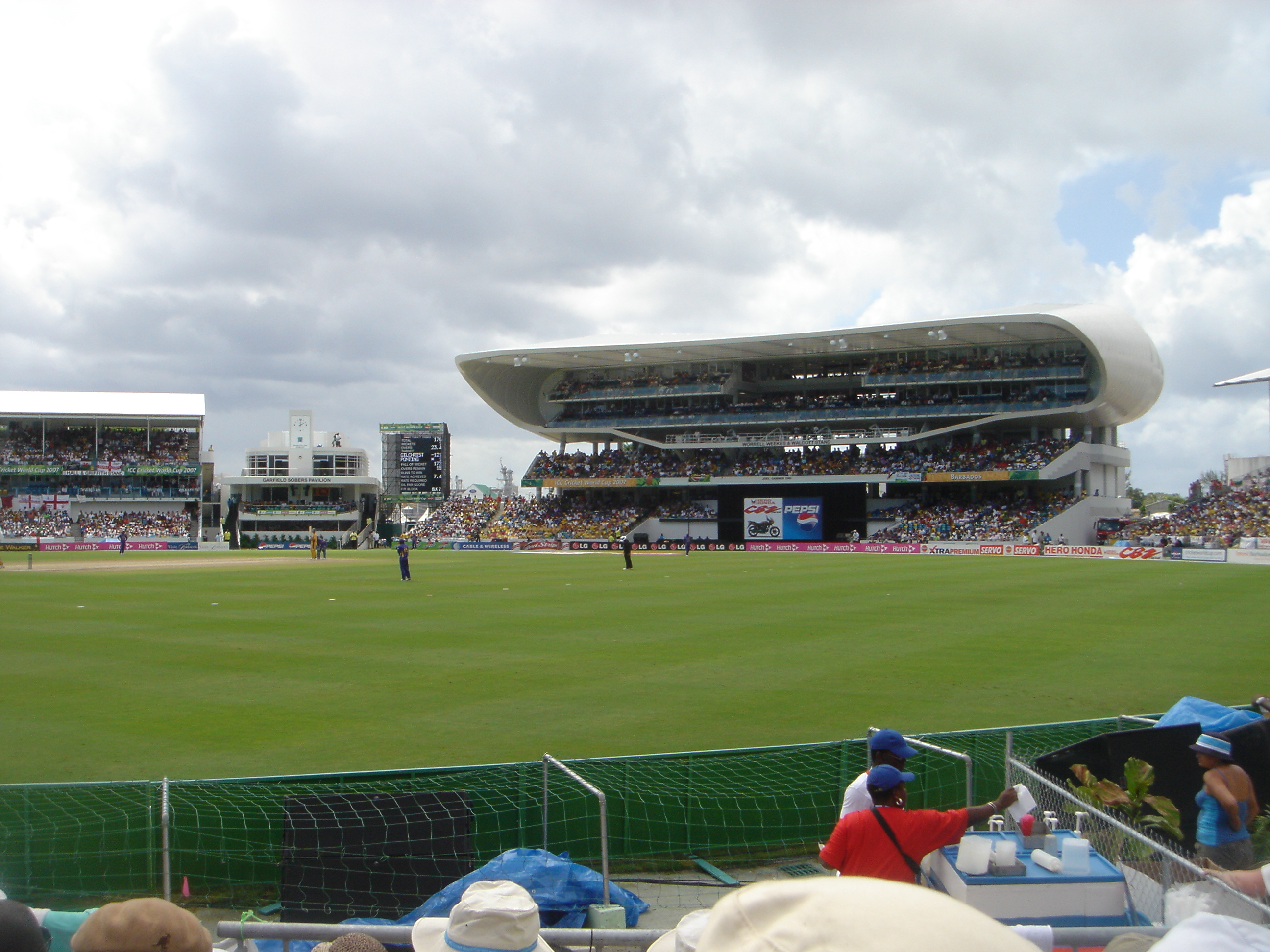
Kensington Oval

A história da seleção de críquete do Caribe é uma das mais antigas, remonta ao ano de 1890. Nesse ano foi realizado o primeiro jogo entre um selecionado de jogadores de críquete britânico contra jogadores das colônias britânicas no Caribe. O extinto WICB juntou todo o corpo do esporte até então e fez a decisão internacional, que foi chamada de Conferência Imperial de Críquete, realizada em 1926. As Índias Ocidentais jogaram sua primeira partida oficial internacional, com o status de nação teste, em 1928, tornando-se assim a nação a quarta nação a obter esse status.
Embora agraciado com alguns grandes jogadores em seus primeiros anos como uma nação teste, a seleção do Caribe só conseguiu vencer a Inglaterra em 29 de junho de 1950, depois disso suas marcas expressivas no críquete permaneceram esporádicas até 1960, quando a seleção de críquete, que era dominada por jogadores brancos, passa a ser majoritariamente composta de jogadores negros em meados dos anos 60.

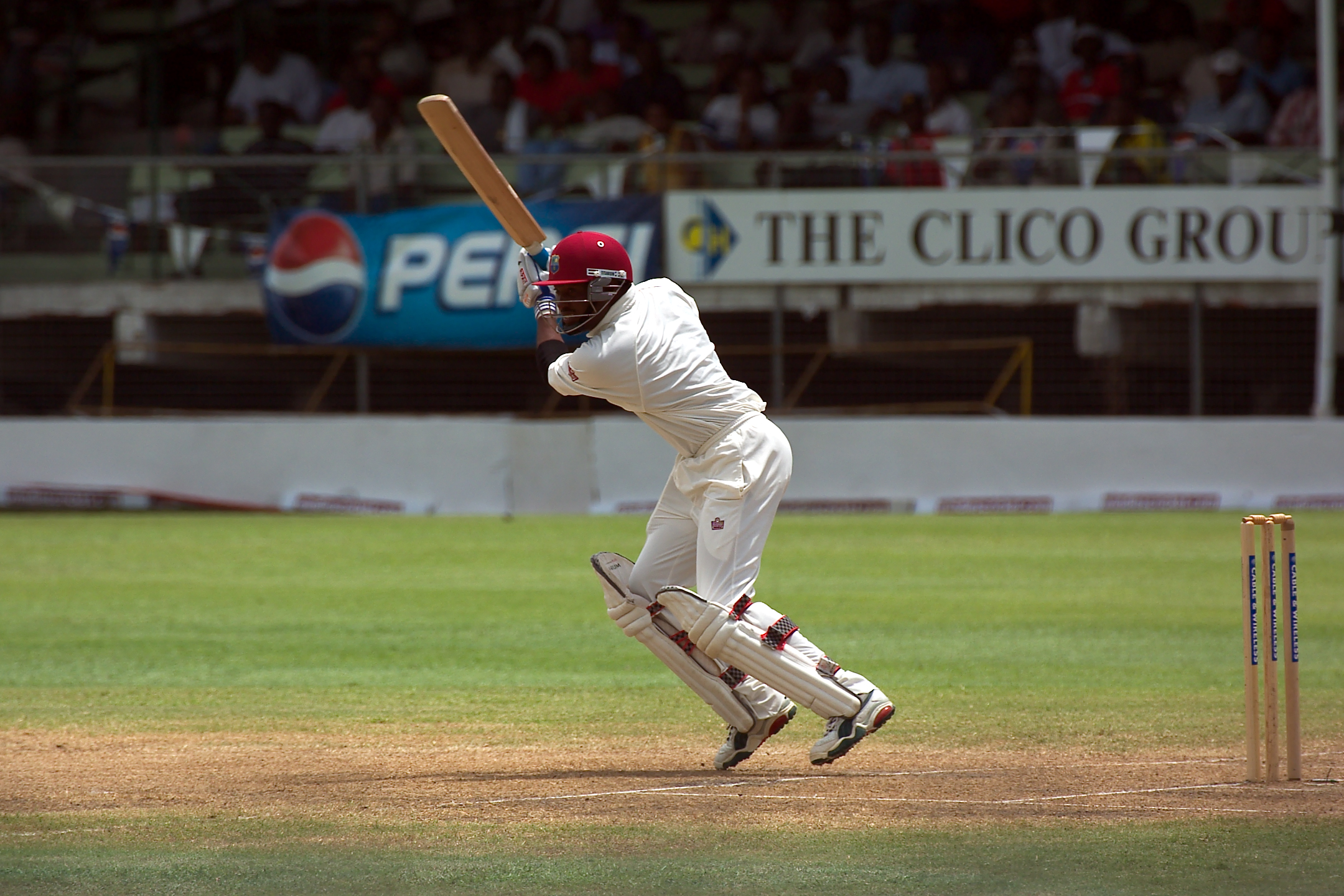
Brian Lara em 2002.

Na década de 1970, a seleção das Índias Ocidentais era reconhecida como a campeã mundial "extra-oficial", uma reputação que manteve ao longo da década de 1980. Durante estes anos de glória, os Windies tiveram em sua equipe um rápido ataque composto de quatro grandes arremessadores (bowlings), apoiados por alguns o melhor batedor (bat) do mundo.
A década de 1980 viu sua sequência que gerou o então recorde de 11 vitórias consecutivas nos jogos teste no ano de 1984 ruir, ao infligir 5-0 "blackwashes" em um jogo contra o velho adversário da seleção caribenha, a Inglaterra. Já na década de 90 e 2000, o West Indian críquete entra em uma péssima fase, devido em grande parte ao fracasso do West Indian Cricket Board em tentar profissionalizar a entidade responsável pelo críquete nas nações integrantes. Um dos motivos do fracasso da profissionalização do críquete nesses países foi o declínio econômico nos países do Caribe.

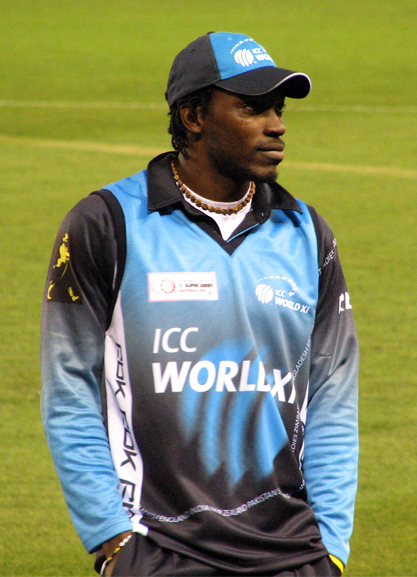
Chris Gayle Um Dos astros da seleção caribenha

Nações Independentes
- Antígua e Barbuda
- Barbados
- Domínica
- Granada
- Guiana
- Jamaica
- São Cristóvão e Neves
- Santa Lúcia
- São Vicente e Granadinas
- Trinidad e Tobago

Territórios Pertencentes ao Reino Unido
- Anguila
- Montserrat
- Ilhas Virgens Britânicas

Territórios Dependentes de outros colonizadores
- Ilhas Virgens dos Estados Unidos

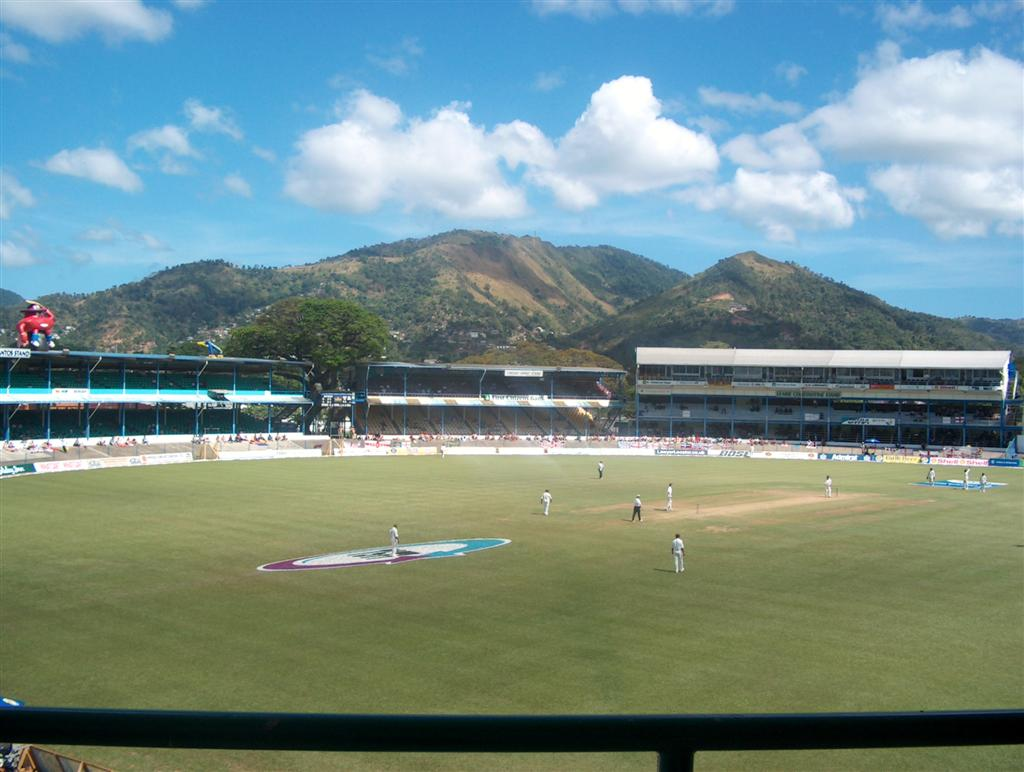
Queen's Park Oval

- São Martinho

## Estádios
Os onze estádios foram utilizados os seguintes, pelo menos, um jogo de teste. O número de testes em cada local jogado, seguido do número de internacionalizações de um dia e Twenty20 internacionais jogado naquele local está entre parênteses
- Kensington Oval, em Bridgetown, Barbados (45/28/1) — Reconhecida como a 'Meca' do West Indies cricket, Kensington Oval hospedados primeiro jogo teste da região em 1930. Ele também foi palco para o século primeiro teste triplo, Andy Sandham de 325. Sua capacidade foi aumentada de 15.000 para 28.000 o seu atual para a Copa do Mundo de 2007. Ele acolheu a final da Copa do Mundo.

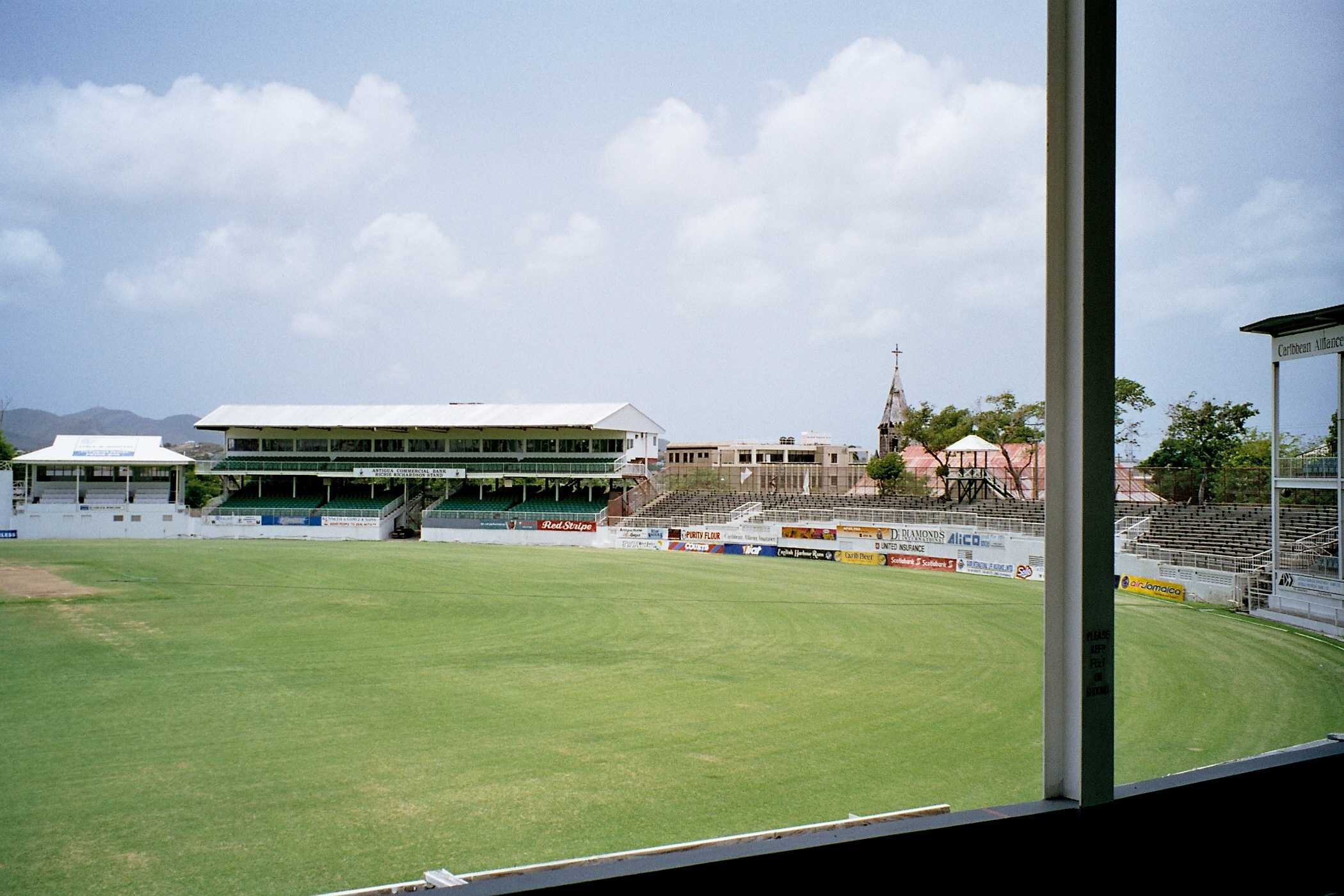
Antigua Recreativo

- Queen's Park Oval em Porto Espanha, Trinidad (56/56/2) — O Queen's Park Oval primeiro organizou um jogo de teste em 1930. Tem uma capacidade de 25.000.
- Bourda em Georgetown, Guiana (30/11) — Bourda primeiro organizou um jogo de teste em 1930. É o terreno de ensaio apenas na América do Sul, eo único abaixo do nível do mar. Tem uma capacidade de cerca de 22.000.
- Sabina Park, em Kingston, Jamaica (44/29) — Sabina Parque primeiro organizou um jogo de teste em 1930. As Montanhas Azuis, que são famosas por seu café, formam o pano de fundo. Sabina Park foi palco de Garry Sobers 'então recorde mundial 365 não fora. Em 1998, o teste contra a Inglaterra foi abandonada aqui no dia de abertura, porque o tom era muito perigoso. Tem uma capacidade de 15.000.
- Antigua Recreation Ground em St. John's, Antígua e Barbuda (22/11) — Antigua Recreation Ground organizou primeiro um teste em 1981. Três séculos de ensaio triplo foram marcados por este motivo: Chris Gayle 317 em 2005, e as contagens Brian Lara recorde mundial de 375 e 400 em 1994 não em 2004. O estádio histórico foi retirado da lista de motivos que sediarão partidas internacionais em junho de 2006, a fim de abrir caminho para o estádio da Ilha do grilo novos sendo construídos três milhas fora da cidade capital deverá estar concluída a tempo da sua hospedagem de partidas de críquete Copa do Mundo de 2007. No entanto, após o jogo de teste abandonado entre Inglaterra e das Índias Ocidentais, em Fevereiro de 2009, o novo terreno Som do Norte, cricket teste retornou à ARG.

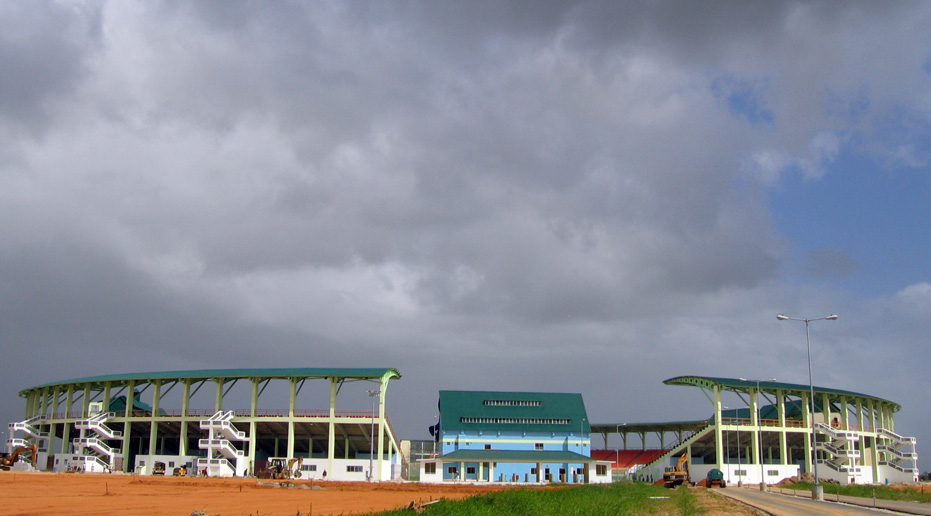
Providence Stadium, em Georgetown, Guiana 10/01

- Arnos Vale Stadium em Arnos Vale, Kingstown, São Vicente 20/02 — O Arnos Vale Ground primeiro organizou um teste em 1997.
- Estádio Nacional de Cricket (Granada) em St George's, Granada 16/02 — The National Stadium Cricket organizou primeiro um teste em 2002.
- Darren Sammy Cricket Ground, em Gros Islet, Santa Lúcia 17/03 — O Estádio Beausejour primeiro organizou um teste em 2003. Tem uma capacidade de 12.000. Este foi o primeiro estádio do Caribe para sediar uma partida de críquete entre dia e noite. O jogo foi entre as Antilhas e Zimbabwe.
- Warner Park Stadium em Basseterre, São Cristóvão e Nevis (3/18/8) — O Warner Park Complexo Desportivo hospedado seu primeiro dia internacional em 23 de maio de 2006 e a sua correspondência primeiro teste, em 22 de junho de 2006. O estádio tem uma capacidade permanente de 8.000, com disposições de arquibancadas temporárias para permitir que o valor de hospedagem para o passado de 10.000.

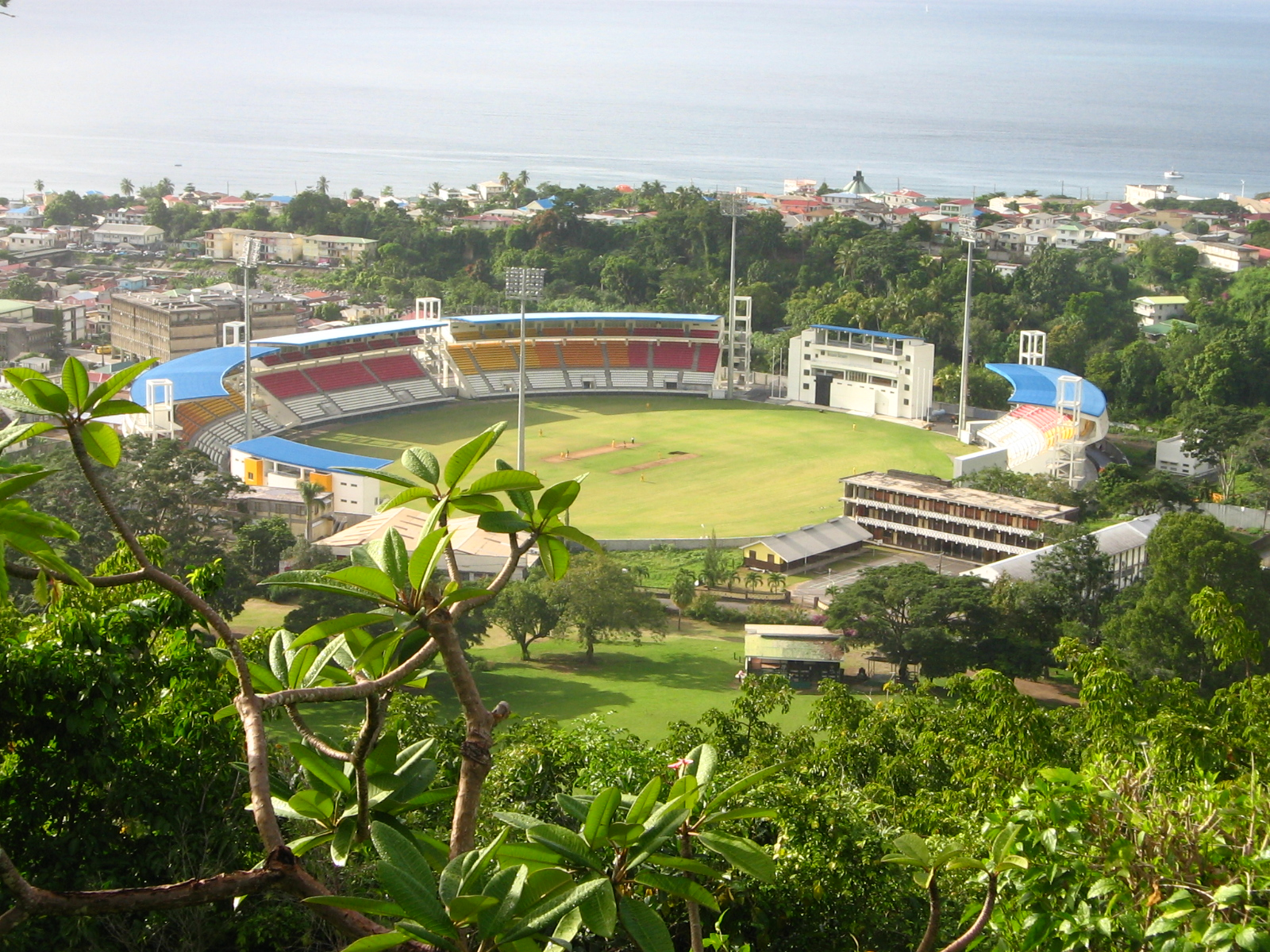
Windsor Park Stadium

- Providence Stadium, em Georgetown, Guiana 10/01 — O Estádio Providence hospedou seu primeiro dia internacional em 28 de Março de 2007 para a Copa do Mundo de Críquete de 2007 ea sua correspondência primeiro teste, em 22 de março de 2008. O estádio tem uma capacidade permanente de 15.000.

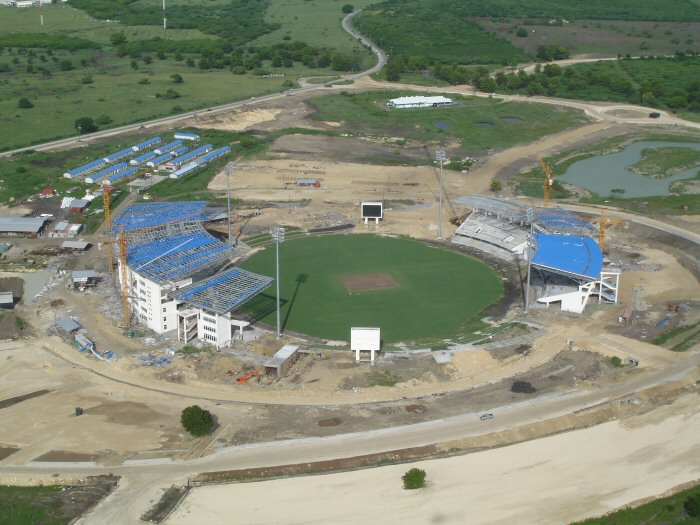
Sir Vivian Richards Stadium, norte da capital de Antígua e Barbuda

- Sir Vivian Richards Stadium, norte da capital de Antígua e Barbuda — O estádio Sr Viv Richards Stadium hospedado seu ODI disputado em 27 de Março de 2007 para a Copa do Mundo de Críquete de 2007 e seu primeiro teste em 30 de maio de 2008. O estádio tem uma capacidade permanente de 10.000, e é anfitrião de críquete, em vez de testar a Antigua Recreation Ground.
- Windsor Park Stadium em Roseau, Dominica — Windsor Park é outro grande campo de críquete nas Índias Ocidentais e local de origem para a equipe das Índias Ocidentais. A construção começou em em 2005, e finalmente abriu em Outubro de 2007, tarde demais para servir de palco para a Copa do Mundo de Críquete de 2007. Abriga críquete de primeira classe, mas ainda está para realizar o seu primeiro teste, no entanto, ele realizou o seu primeiro dia internacional em 26 de julho de 2009. Tem uma capacidade de 12.000 pessoas.